# Ywain and Gawain

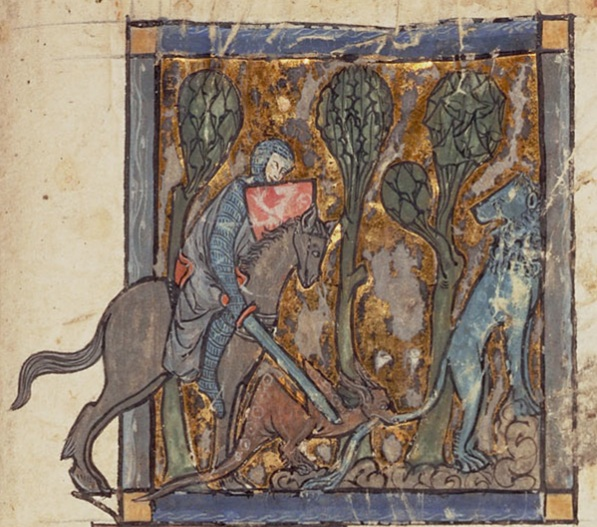
Ywain redt de leeuw

Ywain and Gawain is een uit de veertiende eeuw daterende anonieme Middelengelse versromance.
Het verhaal is gebaseerd op het ongeveer 150 jaar oudere werk Le Chevalier au Lion (vermoedelijk geschreven rond 1173) van de Franse dichter Chrétien de Troyes, maar deze bewerking is aanzienlijk korter dan het origineel, meer gericht op handeling dan overpeinzing, en qua taalgebruik gericht op een alledaagser publiek dan dat waar Chrétien de Troyes voor schreef.
Het gedicht telt 4035 regels van merendeels acht lettergrepen, waarvan vier beklemtoond, en bevatten eindrijm volgens het schema aabb etc. Ook alliteratie komt veelvuldig voor. Het enige bewaard gebleven manuscript bevindt zich in de British Library in Londen.
Anders dan de titel doet vermoeden, gaat het verhaal grotendeels over Ywain, een ridder aan het hof van Koning Arthur. Het omvat in grote lijnen het met ridderlijke avonturen omzoomde relaas van een gevonden, verloren en herwonnen liefde.
De figuur Ywain is gebaseerd op de historische 6e-eeuwse Owain mab Urien, die onder de naam Uwaine of Owain ook voorkomt in het verhaal The Lady of the Fountain in de Mabinogion, een Welsh verhaal dat eveneens ontleend is aan  Chrétien de Troyes.

## Verhaal
Ywain, op zoek naar avontuur, begeeft zich, na een verhaal gehoord te hebben dat Sir Colgrevance vertelde aan Arthurs hof, naar de fontein van Broceliande. Daar aangekomen, wordt hij uitgedaagd door de ridder die de fontein bewaakt. Hij verslaat en doodt deze ridder en weet, met behulp van vrouwe Lunet, diens echtgenote Alundyne voor zich te winnen. Hij trouwt met haar, maar op aandringen van Sir Gawain, die hem wijst op zijn plichten als ridder, vertrekt hij voor een jaar op weg naar nieuwe avonturen en toernooien. Hierbij vergeet hij echter zijn belofte aan zijn vrouw en keert na een jaar niet terug, waarna zij hem afwijst. In zijn wanhoop zwerft hij door het bos en raakt kennelijk zijn verstand kwijt. Uiteindelijk komt hij met hulp van anderen weer bij zinnen en zet zich in voor recht en orde. Hij redt een leeuw uit de klauwen van een draak, waarop de leeuw een trouwe metgezel van hem wordt. Na nog enkele heldendaden verricht te hebben, keert hij terug naar het kasteel van zijn vrouw. Wederom bijgestaan door de vrouwe Lunet weet hij zich met zijn echtgenote te verzoenen. Het gedicht eindigt met de geruststellende woorden dat het echtpaar nog lang en gelukkig leefde:
And so Sir Ywain and his wive 

In joy and blis thai led thaire live